# Ochratoxikose

Chemische Struktur von Ochratoxin A

Die Ochratoxikose ist eine Vergiftung durch Ochratoxine, eine Klasse der Schimmelpilzgifte. Ochratoxine kommen in Lebens- und Futtermitteln häufig zusammen mit weiteren Toxinen wie Citrinin, Penicillinsäure, Patulin und anderen Mykotoxinen vor. Vergiftungen treten vor allem chronisch auf, akute Vergiftungen sind sehr selten. Ochratoxine bewirken schwere Nierenschäden, sind aber auch kanzerogen, teratogen und immunsuppressiv. Ursache sind vor allem verdorbene Gerste oder andere Getreideprodukte sowie Hülsenfrüchte. In der Tiermedizin treten Ochratoxikosen vor allem beim Schwein und Hühnergeflügel, gelegentlich auch bei Pferden und Hunden auf.

## Humanmedizin
Beim Menschen kommen Ochratoxikosen vor allem in gemäßigten Breiten vor, während Aflatoxin-Vergiftungen eher in wärmeren Regionen auftreten. Ursache sind vor allem Getreideprodukte und Rückstände in tierischen Lebensmitteln. Ochratoxin A lässt sich beim Menschen in Deutschland in nahezu allen Blutproben nachweisen. Ochratoxine hemmen die tRNA-Synthetase, die Proteinbiosynthese, die Atmungskette in den Mitochondrien, sie stören den Calciumgehalt in den Zellen und können Einzelstrangbrüche und die Bildung von DNA-Addukten auslösen.
In den Nieren schädigt Ochratoxin A die proximalen Tubuli der Niere, später kommt es zu einer Fibrose. Die Nierenschädigung führt zu einem Nachlassen der Nierenleistung und letztlich zum Nierenversagen. Seit 1993 ist Ochratoxin A von der Internationalen Agentur für Krebsforschung als „möglicherweise krebserzeugend“ eingestuft. Zudem führen Ochratoxine zu einer Verminderung der Lymphozyten und zu einer Abnahme der humoralen und zellulären Immunantwort.

## Tiermedizin
Vergiftungen treten vor allem in den nordischen Ländern (Skandinavien, Kanada) auf, da die dortigen klimatischen Bedingungen das Wachstum der Schimmelpilze fördern. Die Ochratoxine bewirken in der Niere ein Absterben der Nierenkanälchen (Tubulusnekrose) und eine interstitielle Fibrose. Dies zeigt sich in Polyurie und Polydipsie. Bei Schweinen treten im Absetzalter Ödeme und Ataxien auf. Ochratoxin A ist zudem leberschädigend, teratogen und immunsuppressiv. Bei Puten zeigt sich die Ochratoxikose in reduzierter Futteraufnahme und sekundären Luftsackentzündungen. Die Mortalität kann bis zu 59 % betragen. Bei Legehennen kommt es zu einer Abnahme der Eiproduktion und schlechter Schalenqualität. Bei Masthühnern sinken die Lebendmassezunahme und die Futterverwertung, sekundär können ebenfalls Luftsackentzündungen auftreten.
Die Diagnose wird durch den Toxinnachweis in Blut, Niere oder Futter gestellt. Vorbeugend kann durch geeignete Trocknungs- und Konservierungsverfahren die Schimmelpilzbelastung reduziert werden. Dies führt auch zu verminderten Rückständen dieser auch für den Menschen gefährlichen Toxine in tierischen Erzeugnissen. Es gibt in der EU keine Festlegungen zum Ochratoxingehalt in Futtermitteln.